# Фађецел (Реметеа)
Фађецел (рум. Făgețel) насеље је у Румунији у округу Харгита у општини Реметеа. Oпштина се налази на надморској висини од 836 m.

## Становништво
Према подацима из 2002. године у насељу је живело 4 становника.